# FC Cabinda
FC Cabinda is een Angolese voetbalclub uit de stad Cabinda. in 2011 degradeerde de club uit de Girabola